# Lajos Steiner
Lajos Steiner (ur. 14 czerwca 1903 w Oradei, zm. 22 kwietnia 1975 w Sydney) – australijski szachista pochodzenia węgierskiego, medalista olimpijski.

## Kariera szachowa
W latach 1931–1935 trzykrotnie reprezentował Węgry na olimpiadach szachowych, na których rozegrał 49 partii i zdobył 30 punktów. Na olimpiadzie w Pradze w 1931 r. zdobył brązowy medal na drugiej szachownicy. Dwukrotnie zdobył tytuł mistrza Węgier, w latach 1931 i 1936. W 1935 r. wygrał mecz z Andorem Lilienthalem, pokonując go w stonuku 4–2. Zwyciężył w turniejach międzynarodowych w Bad Schandau (1927), Budapeszcie (1931), Magdeburgu (1934, wspólnie z Vasją Pircem) oraz Wiedniu (1935, wspólnie z Erichem Eliskasesem i 1938).
W 1939 r. wyemigrował do Australii. Był czterokrotnym mistrzem Australii w latach 1945, 1947, 1953 i 1959. W 1950 r. Międzynarodowa Federacja Szachowa przyznała mu tytuł mistrza międzynarodowego.
Według retrospektywnego systemu Chessmetrics, najwyżej sklasyfikowany był w lipcu 1937 r., zajmował wówczas 11. miejsce na świecie.
Był młodszym bratem Endre Steinera.